# Krytonosek samotny
Krytonosek samotny (Scytalopus meridanus) – gatunek małego ptaka z rodziny krytonosowatych (Rhinocryptidae). Występuje endemicznie w Andach w północno-zachodniej Wenezueli. Nie jest zagrożony wyginięciem.

## Taksonomia
Po raz pierwszy takson ten opisał Carl Eduard Hellmayr w 1922. Holotyp pochodził z Sierra de la Culata, został odłowiony na wysokości bliskiej 4000 m n.p.m. Hellmayr przydzielił mu nazwę Scytalopus latebricola meridanus, uznając krytonoska samotnego za podgatunek krytonoska brunatnego (S. latebricola). Oba te gatunki różnią się głosem. Międzynarodowy Komitet Ornitologiczny (IOC) uznaje S. meridanus za osobny gatunek i wyróżnia dwa jego podgatunki: S. m. meridanus i S. m. fuscicauda. Podgatunek fuscicauda również jako pierwszy opisał Hellmayr w 1922. Nadał mu nazwę Scytalopus griseicollis fuscicauda, uznając go za podgatunek krytonoska szarawego (S. griseicollis). Niektórzy późniejsi autorzy podnosili takson fuscicauda do rangi osobnego gatunku. To że meridanus i fuscicauda są przedstawicielami tego samego gatunku, potwierdzono dopiero w 2008 roku.

## Podgatunki i zasięg występowania
IOC wyróżnia następujące podgatunki:
- krytonosek samotny[4] (S. m. meridanus) Hellmayr, 1922 – wenezuelskie stany Mérida i Táchira
- krytonosek jasnolicy[4] (S. m. fuscicauda) Hellmayr, 1922 – stany Lara i Trujillo

W wymienionych stanach krytonosek samotny zasiedla część andyjską. BirdLife International szacuje obszar występowania gatunku na 24,3 tys. km².

## Morfologia
Długość ciała wynosi około 11,5 cm. U podgatunku nominatywnego 36–45 mm przypada na ogon, 10,5–12 mm na dziób. Skrzydło mierzy u samca 56–60 mm, u samicy 53–55 mm. Długość skoku to 19–21 mm, środkowego palca wraz z pazurem 18–20 mm. Krytonoski samotne ważą około 16,5 grama.
Występuje nieznaczny dymorfizm płciowy (wedle autorów HBW; według autorów pierwszego opisu lęgu to gatunek monomorficzny pod względem płci). U samca wierzch ciała ciemnoszary z domieszką brązu. Kuper wraz z pokrywami nadogonowymi brązowe, sterówki brązowe, skrzydła szarobrązowe. Gardło i pierś przybierają jaśniejszy odcień szarości. Brzuch szary, zwykle ze srebrzystym połyskiem. Pióra na bokach i w okolicy kloaki płowobrązowe. Tęczówka brązowa, dziób czarniawy, nogi brązowe. Samica ogólnie jaśniejsza, z wierzchu bardziej brązowa; ponadto wyróżnia ją wyraźniej płowe ubarwienie boków.
Osobniki młodociane z wierzchu są brązowe, od spodu jaśniejsze. Pióra na wierzchu głowy, grzbiecie i gardle posiadają wąskie, ciemne zakończenia. Na kuprze i całym wierzchu ciała dostrzec można szerokie ciemne pasy, zaś w górnej części boków wzór podobny do łuskowania.

## Ekologia
Krytonosek samotny zasiedla podszyt wilgotnych lasów oraz wilgotne zakrzewienia na jego obrzeżach. Nie wydaje się, by faworyzował bambusy z rodzaju Chusquea. Występuje na wysokości 1980–4000 m n.p.m. Pieśń trwa blisko 10 sekund. Na jej początku występuje kilka obniżających się dźwięków; potem następuje gwałtowny tryl składający się z 17–22 (rzadko 7 do 14) dźwięków na sekundę; wzrastają lub wzrastają i opadają. Najpierw tryl ma częstotliwość bliską 2,8 kHz, potem wzrasta ona do 3,2–3,9 kHz. Na temat pożywienia brak informacji.

### Lęgi
Po raz pierwszy informacje na temat rozrodu zebrano w 2007; wcześniej był to niepoznany element życia krytonosków samotnych. Pierwsze gniazdo, znalezione w kwietniu 2004, znajdowało się w zagłębieniu około 0,8 m nad korytem strumienia na końcu zagłębienia. Miało kształt sferyczny, składało się z mchu, korzeni i gnijących liści. Z zewnątrz gniazdo miało szerokość i wysokość odpowiednio 10,5 i 8,5 cm, zaś w środku 6,8 i 6,2 cm. Znajdowało się w nim jedno jajo o kremowej skorupce i masie 4,07 g. Gniazdo zostało splądrowane. Drugie gniazdo, ulokowane 1,2 m nad dnem koryta rzecznego, zawierało początkowo jedno jajo. Przy następnej wizycie (8 dni później) zawierało kolejne jajo; oba ważyły wtedy 4,38 i 4,12 g, czyli były stosunkowo duże – masa jednego jaja stanowiła aż około 25% masy osobnika dorosłego. Po złożeniu pierwszego jaja ptaki kontynuowały budowę gniazda, znosząc doń podobny do mchu materiał. Zarówno samiec, jak i samica brali udział w wysiadywaniu jaja. Badający obserwowali gniazdo z jednym jajem przez 8 dni, następnie przez 13 dni gniazdo po złożeniu drugiego jaja; po tym okresie lęg został splądrowany przez drapieżnika. Ten okres 21 dni mieści się w znanym przedziale inkubacji dla krytonosków (15–23 dni).

## Status i ochrona
Przez IUCN gatunek klasyfikowany jest jako najmniejszej troski (LC, Least Concern) nieprzerwanie od 2010 roku (wtedy to został po raz pierwszy sklasyfikowany w obecnie stosowanym ujęciu systematycznym). Liczebność populacji nie została oszacowana; w 1996 roku ptak ten opisywany był jako dość pospolity. Ze względu na brak dowodów na spadki liczebności bądź istotne zagrożenia dla gatunku BirdLife International uznaje trend liczebności populacji za stabilny. Krytonosek samotny występuje na 4 obszarach uznanych za ostoje ptaków IBA, są nimi parki narodowe, m.in. El Tamá, Sierra La Culata, Sierra de Perijá.